# Hyas araneus
Hyas araneus è un granchio appartenente alla famiglia Oregoniidae, che si trova nell'oceano Atlantico e nel Mar del Nord, di solito al di sotto della zona di marea.
Nel 2003 fu ritrovato attorno alla penisola Antartica, in apparenza trasportato dall'intervento umano.